# 1994 في البرتغال
فيما يلي قوائم الأحداث التي وقعت خلال عام 1994 في البرتغال.

## رياضة
- 1 يناير – بطولة العالم للناشئين لألعاب القوى 1994
- 1 يناير – بطولة إستوريل المفتوحة 1994 - زوجي الرجال
- 1 يناير – بطولة إستوريل المفتوحة 1994 - فردي الرجال
- 25 سبتمبر – جائزة البرتغال الكبرى 1994 الفائز دامون هيل.

## مواليد

### يناير
- 14 يناير – جواو فينتورا لاعب كرة قدم برتغالي.
- 22 يناير – فيليبي شابي لاعب كرة قدم برتغالي.
- 23 يناير – فابيو روي أموريم أوليفيرا لاعب كرة قدم برتغالي.
- 26 يناير – برونو رودريغو فيريرا سيلفا لاعب كرة قدم برتغالي.

### فبراير
- 2 فبراير – توبياس فيغويريدو لاعب كرة قدم برتغالي.
- 4 فبراير – ماركوس فالينتي لاعب كرة قدم برتغالي.
- 6 فبراير – جواو تيكسيرا لاعب كرة قدم.
- 11 فبراير – أليكساندري جويديس لاعب كرة قدم برتغالي.
- 14 فبراير – دافيد كريسبو لاعب كرة قدم برتغالي.
- 16 فبراير – إيدغار أبرو لاعب كرة قدم برتغالي.
- 22 فبراير – ريكاردو ديلغادو لاعب كرة قدم برتغالي.

### مارس
- 28 مارس – تاتيانا بينتو لاعبة كرة قدم برتغالية.

### أبريل
- 9 أبريل – خوسيه بيدرو غونسالفيس كوستا لاعب كرة قدم برتغالي.
- 19 أبريل – فابيو كاردوسو لاعب كرة قدم برتغالي.
- 21 أبريل – فيليبي أوليفيرا لاعب كرة قدم برتغالي.
- 25 أبريل – روبن فيزو لاعب كرة قدم برتغالي.
- 29 أبريل – أندريه فيليبي سيلفا بينتو لاعب كرة قدم برتغالي.

### مايو
- 4 مايو – لياندرو ميغيل بيريرا سيلفا لاعب كرة قدم برتغالي.
- 11 مايو – روي فيليبي كوستا كاردوسو لاعب كرة قدم برتغالي.
- 24 مايو – أري دياز سانتوس لاعب كرة قدم برتغالي.
- 27 مايو – جواو كانسيلو لاعب كرة قدم برتغالي.

### يونيو
- 19 يونيو – ميغيل فيليبي نونيز كاردوسو لاعب كرة قدم برتغالي.

### يوليو
- 1 يوليو – ريناتو ريس أندرادي لاعب كرة قدم برتغالي.
- 6 يوليو – روبن جيريرو درّاج طريق برتغالي.
- 10 يوليو – لوري ميدييروس لاعب كرة قدم برتغالي.
- 11 يوليو – كارلوس دانييل لاعب كرة قدم برتغالي.
- 13 يوليو – بيدرو بريتو ريبيرو لاعب كرة قدم برتغالي.

### أغسطس
- 10 أغسطس – برناردو سيلفا لاعب كرة قدم برتغالي.
- 11 أغسطس – فاسكو كروز لاعب كرة قدم برتغالي.

### سبتمبر
- 8 سبتمبر – برونو فرنانديز لاعب كرة قدم برتغالي.
- 15 سبتمبر – ريكاردو هورتا لاعب كرة قدم برتغالي.
- 30 سبتمبر – محسن حسن نادر لاعب كرة قدم برتغالي.

### أكتوبر
- 21 أكتوبر – ميغيل سانتوس لاعب كرة قدم برتغالي.
- 28 أكتوبر – ريكاردو فيرنانديز لاعب كرة قدم برتغالي.

### نوفمبر
- 4 نوفمبر – برونو فاريلا لاعب كرة قدم برتغالي.
- 8 نوفمبر – بيدرو مانويل موتا بينتو لاعب كرة قدم برتغالي.
- 10 نوفمبر – كسكا لاعب كرة قدم برتغالي.
- 26 نوفمبر – ريكاردو فاز لاعب كرة قدم برتغالي.
- 30 نوفمبر – صوفيا أروخو لاعبة كرة مضرب برتغالية.

### ديسمبر
- 20 ديسمبر – بيدرو باز لاعب كرة قدم برتغالي.
- 21 ديسمبر – فابينهو لاعب كرة قدم برتغالي.

## وفيات

### أغسطس
- 28 أغسطس – روي فيليبي كايتانو (مواليد 1963) لاعب كرة قدم برتغالي.